# Via Cerca
La Via Cerca è una strada situata in provincia di Milano, in Lombardia, con percorso da Melegnano a Monza; è stata realizzata nel XIX secolo a carattere di "circonvallazione" ; la strada assume infatti un percorso a forma di arco intorno alla città di Milano, pur rimanendo a notevole distanza della città, integrandosi in un progetto che prevedeva la chiusura totale delle cerchie; il nome Cerca, infatti, pare abbia origine proprio da una storpiatura della parola cerchia. Attualmente sono esistenti due "cerche": una vecchia, che ricalca la prima realizzazione e spesso è in disuso, e una attuale, dove corre il traffico veicolare delle attuali provinciale n° 13 e 39.

## Storia
La via Cerca fu realizzata verso la fine del XIX secolo e ricalcava per gran parte il percorso attuale ed eccettuava nella parte iniziale per quella che è l'attuale "vecchia Cerca di Colturano". La sua realizzazione doveva creare una cerchia attorno a Milano ma distante da essa, per quella che si chiama oggi circonvallazione, pur senza aver le funzioni odierne di diversificazione del traffico; il tracciato infatti voleva unire le varie direttrici che partivano da Milano per collegare soprattutto i grandi centri posti lungo di esse. Completamento di queste opere sarebbero la Binasca, strada che va da Melegnano a Vermezzo passando appunto da Binasco, la SS527, nel tratto che va da Monza a Saronno e una strada mancante che sarebbe partita da Saronno e sarebbe arrivata ad Abbiategrasso e quindi a Vermezzo. Il fondo originale era quello delle strade d'epoca, interamente in terra battuta.
Negli anni del fascismo ci fu un drastico ammodernamento della Cerca, alla quale venne dato un tracciato decisamente più diritto, che corrisponde a quello attuale se si eccettua per le varianti; venne quindi rifatto completamente il tratto che va da Melegnano a Colturano, con la costruzione di un nuovo ponte sull'Addetta.
Il dopoguerra segna il passaggio ufficiale a strada provinciale, o meglio viene essa divisa in due provinciali, la n° 13 che va da Monza a Melzo, la n° 39 che va da Melegnano a Melzo. Inizia inoltre la pavimentazione in asfalto della strada.
Nel 1956-57 venne realizzata la variante che evita l'attraversamento dei centri abitati di Melzo e Gorgonzola comprendente due tratti in viadotto, per l'attraversamento rispettivamente della SS 11 e del Naviglio Martesana, e della linea ferroviaria Milano-Venezia. È di fine anni novanta la variante di Pessano con Bornago.
Nel 2004 parte della strada, da Agrate a Monza, è passata sotto la provincia di Monza e Brianza, e dal 2009 appartiene a tale provincia già a partire da Caponago, con corrispondente accorciamento della provinciale 13 che diventerà Melzo-Pessano con Bornago. Ultima variante, del 2006, è stata quella di Agrate-Caponago, che evita entrambi i centri abitati portando direttamente allo svincolo con la A51.

## Percorso
La Cerca inizia a Melegnano, sotto la denominazione di SP 39, da una rotonda di recente realizzazione che regola l'intersezione con la via Emilia; il tratto urbano parte in realtà dal centro paese, da via Dezza proseguendo per via Lodi. Dopo appena 50 m vi si dirama l'antica strada Pandina e successivamente giunge al semaforo con diramazione per Vizzolo Predabissi e subito dopo al ponte sul colatore Addetta. In seguito la Cerca passa rasente a Colturano, incrocia la Sordio-Bettola e procede nel comune di Mediglia, giungendo poi all'incrocio con le due paullesi: dapprima quella vecchia, in località Quattro Strade, successivamente, dopo 100 m, quella nuova, attraverso una rotonda con manufatto di scavalco per i veicoli della statale. La strada entra poi in Caleppio di Settala, attraversandola, sfiora Settala ed infine esce dal comune entrando in quello di Liscate, dove si distacca una diramazione interna della Cerca verso Truccazzano (SP 13 diramazione); la strada principale invece prosegue verso l'intersezione con la Rivoltana dove poi entra in Melzo, passa ad est del torrente Molgora e attraversa la ferrovia Milano-Treviglio con un cavalcavia, a partire dal quale cambia denominazione in SP 13. Successivamente interseca la Cassanese, entra nel territorio di Gorgonzola dove ha un'intersezione a livelli sfalsati con la padana superiore, mediante due svincoli; subito dopo passa su un lungo cavalcavia che sorpassa in pratica la città, scavalcando il vecchio corso della padana superiore, il naviglio Martesana, la metropolitana Milano-Gessate ed altre vie di Gorgonzola. La via Cerca prosegue verso Pessano con Bornago, dove percorre una variante che evita i due centri abitati di Pessano e Bornago, per sovrappassare quindi il canale Villoresi e giungere poi alla diramazione della SP 215; da qui perde la denominazione di SP13, essendo uscita dalla provincia di Milano e prosegue su un'altra variante, quella di Caponago, per mezzo della quale evita completamente il centro abitato modificando completamente il vecchio percorso, ripassa ad ovest del torrente Molgora e giunge al sovrappasso della SP121, con la quale è comunque collegata per mezzo di svincoli e che serve alla strada per collegarla con il casello della A4 di Agrate. La Cerca poi, passa sopra la stessa autostrada con un cavalcavia, entra nel territorio di Agrate Brianza dove sono posti gli svincoli per l'immissione sulla A51, alla quale sottopassa prima di entrare nel comune di Concorezzo. Si attraversa poi la provinciale d'Imbersago e si entra in Monza, dove una rotonda regola l'incrocio con la sua circonvallazione, proprio in corrispondenza dello stadio Brianteo; la Cerca prosegue così il suo ultimo tratto in territorio urbano.
La vecchia Cerca di Colturano, invece, così come era denominata, parte sempre da Melegnano in via Dezza, ma prosegue verso il cimitero, lambisce la confluenza dell'Addetta con il Lambro, passa parallela all'attuale Cerca passando sull'Addetta col suo ponte vecchio e rimane nascosta da robinie ed arbusti a fianco della strada attuale ad una decina di metri di distanza, fino all'ingresso a Colturano.